# Orkan (huragan)

24-godzinna animacja przedstawiająca orkan Xynthia, który nawiedził Europę w lutym 2010 roku.

Orkan – najsilniejsze cyklony pozatropowe występujące w Europie. Tworzą się jako cykloniczne wichury na obszarach z niskim ciśnieniem atmosferycznym. Takie obszary są powszechne na północnym Atlantyku. Państwa najbardziej narażone na wystąpienie orkanów to Wielka Brytania, Irlandia, Holandia, Norwegia i Islandia.